# Elle
Elle este o revistă internațională pentru femei, a cărei ediție românească este prezentă din anul 1999, fiind publicată în prezent de Ringier Romania.
Revista apare în întreaga lume cu 43 de ediții, în 90 de țări, printre care Franța, Italia, Suedia, Spania, Republica Cehă, SUA, Canada, Argentina, Brazilia, Japonia, China, Coreea de Sud și India.
Publicul țintă al revistei îl constituie tinerele femei între 20-35 de ani, care au deja o carieră sau își doresc ascensiunea profesională, necăsătorite sau recent căsătorite, cu studii superioare, din mediul urban (mai ales urban mare) și cu venit mare.

## Istoric
Elle a fost fondată în 1945 în Franța. Numele revistei provine de la pronumele feminin, din limba franceză „elle“ (ea). În anii '60, obiectivul revistei a fost mai puțin de a se raporta cu privire la tendințele modei, ci mai degrabă de a stabili ea însăși tendințele modei. Celebrul slogan suna: „Si elle lit elle lit Elle“(Când ea citește, ea citește Elle). În anul 1981, Daniel Filipacchi și Jean-Luc Lagardère au cumpărat editura revistei Hachette.
Revista este prezentă și în România din anul 1999, fiind publicată in prezent de Ringier Romania.
În iulie 2012, ediția britanică prezenta pentru prima dată pe copertă pe David Beckham, fotografiat de Doug Inglish.
Astăzi, Elle trece drept una din cele mai mari reviste de modă din lume. La nivel mondial, există 27 Elle-Websites, care are mai mult de un milion de vizitatori și 26 de milioane de vizualizări de pagină pe lună.
Elle face parte în Franța, grupului Groupe Lagardère. În Statele Unite, apare cu Hearst Corporation, în Canada, la TC Transcontinental, în Brazilia, Editora Abril, în Mexic, la Grupo Editorial Expansión, în Argentina, la Grupo Clarín, în Singapore, la Mediacorp, în Serbia, cu Adria Media, în Turcia la revista Doğan Burda  în Germania, la Hubert Burda Media, în România la Ringier. Prima ediție din Marea Britanie a fost publicată în noiembrie 1985.
Internațional, revista Elle are editorii în New York, Londra, Paris, Toronto, Ciudad de México, Istanbul, Bruxelles, Tokio, Varșovia, Belgrad, Oslo, Helsinki, Atena, Delhi, Madrid, Milano, München, Jakarta și alte orașe.